# Чёрная ворона-флейтист
Чёрная ворона-флейтист (лат. Strepera fuliginosa), также известная среди тасманийцев, как чёрная сойка — крупная воробьиная птица из семейства ласточковых сорокопутов. Эндемик Тасмании и близлежащих островов Бассова пролива. Один из трёх видов рода Strepera, близкими родственниками которого являются флейтовые птицы и воро́ны-свистуны. Эта крупная птица, в среднем, около 50 см в длину, имеет жёлтую радужку, массивный клюв и чёрное оперение с белыми пятнами на крыльях. Самцы и самки внешне похожи друг на друга. Известны три подвида, один из которых, Strepera fuliginosa colei с острова Кинг, находится в уязвимом положении.
В пределах своего ареала чёрная ворона-флейтист обычно ведёт оседлый образ жизни, однако высокогорные популяции в холодное время года перемещаются на равнины. Средой обитания птицы являются лесистые территории и горные пустоши. Птица редко встречается на высоте ниже 200 метров. Является всеядной птицей, рацион которой состоит из разнообразных ягод, беспозвоночных и мелких позвоночных. Большую часть времени, в отличие от пестрохвостого вида, чёрная ворона-флейтист кормится на земле. Спит и гнездится птица на деревьях.

## Таксономия
Чёрная ворона-флейтист впервые была описана орнитологом Джоном Гульдом в 1836 году, получив сначала название Cracticus fuliginosus, а затем — Coronica fuliginosa в 1837 году. Видовое название fuliginosus происходит от позднелатинского слова «fūlīgo» (с лат. — «копчёный») и намекает на чёрное оперение птицы. Американский орнитолог Дин Амадон рассматривал чёрную ворону-флейтист в качестве подвида Strepera graculina ashbyi пестрохвостой вороны-флейтиста (лат. Strepera graculina), белое оперение которой постепенно становилось тёмным по мере приближения к южной Тасмании. Впоследствии орнитологи признали птицу самостоятельным видом, однако Ричард Шодд и Иэн Мейсон рассматривают её в качестве составляющей надвида пестрохвостой вороны-флейтиста.
У птицы множество английских народных названий, таких как «black currawong», «sooty currawong», «black bell-magpie», «black or mountain magpie», «black or sooty crow-shrike» и «muttonbird» . В Тасмании местные жители называют ворону «black jay». Вид часто путают с коренными тёмными подвидами серой вороны-флейтист (лат. Strepera versicolor), известными под такими народными названиями, как «clinking currawong» и «hill magpie».
У чёрной вороны-флейтиста три подвида: номинативный — Strepera fuliginosa fuliginosa из Тасмании; Strepera fuliginosa parvior — с Флиндерса, описанный Шоддом и Мейсоном в 1999 году, и Strepera fuliginosa colei — с острова Кинг, описанный Грегори Мэттьюсом в 1916 году. У двух островных подвидов одинаковое оперение, однако, по сравнению с тасманийским, меньше размером и имеют укороченные крылья и хвост. У подвида colei более короткий хвост, чем у parvior.
Вместе с пестрохвостой и серой воронами-флейтистами рассматриваемый вид образует род Strepera. Несмотря на внешний вид и поведение, схожие у настоящих ворон, вороны-флейтисты являются лишь их дальними родственниками. Ближайшими родственниками ворон-флейтистов являются ворона-свистун и флейтовые птицы. Родство всех трёх групп было выявлено почти сразу, и в 1914 году орнитолог Джон Альберт Лич выделил птиц в семейство ласточковых сорокопутов, предварительно изучив их мускулатуру. В 1985 году орнитологи Чарльз Сибли и Джон Алквист обнаружили, что артамы тоже являются близкими родственниками флейтовых птиц, которых вместе с ними объединили в кладу Cracticini, впоследствии ставшую семейством ласточковых сорокопутов.

## Описание
Длина чёрной вороны-флейтист составляет около 50 см, а размах её крыльев достигает 80 см. Самец немного крупнее и тяжелее самки, весящие 405 и 340 грамм, соответственно. Длина крыла и хвоста самцов 27 и 19 см, у самок — 25,8 и 18,5 см. Мало что известно о размерах двух островных подвидов, однако масса и длина крыла у самцов подвида colei составляют 360—398 грамм и 26 см соответственно, у самок — 335 грамм и 24 см. Масса и длина крыла самцов подвида parvior составляют 370—410 грамм и 26 см соответственно, самок — 308 грамм и 25 см. У обоих полов похожие оперения, не считая белых пятен на кончиках крыльев и хвоста. Клюв и ноги, а также радужка, соответственно, чёрные и ярко-жёлтые. Во время полёта в районе подкрылья и первостепенных маховых перьев птицы можно заметить тянущиеся вдоль них белые полоски. Несмотря на то, что оперение не подвержено сезонным изменениям, с возрастом его окраска может посветлеть. У юных особей до двух лет коричневое оперение и жёлтый зев. Самой старой птице, которую окольцевали в июле 1989 года в 2 км от района Фёрн Три и там же наблюдали в июле 2004 года, было 15 лет.

### Голос
Чёрная ворона-флейтист — громкая и шумная птица, издающая разнообразные звуки. Её основной голос заметно отличается от того, что у серой или пестрохвостой ворон-флейтистов, и является сочетанием переменного «кар» и «уик», «килок-килок» или даже подражанием человеческих песни и смеха. Несмотря на то, что птицы довольно шумные в стаях, во время поиска добычи и кражи еды ведут себя очень тихо. По сообщениям, птицы активно поют на рассвете и сумерках, а также перед началом бури и дождя. Родители призывают своих птенцов с помощью сильного свиста, похожего на звук флейты.

### Похожие виды
Чёрную ворону-флейтист часто путают с серым видом, имеющим белые огузок и крупные белые пятна на крыльях. У чёрной вороны-флейтиста массивный клюв и характерный свист, не похожий на тот, что издаёт серый вид, вокализация которого представляет собой «клинк-клинк». Тасманийский ворон и южноавстралийская ворона также одного размера, что и чёрная ворона-флейтист, но у них отсутствуют белые пятна на крыльях, а также имеют полностью чёрное оперение и белую, а не жёлтую радужку. Чёрную ворону-флейтист вряд ли можно спутать с близко родственным пестрохвостым видом, поскольку последний не живёт в Тасмании, имеет более длинный и широкий клюв, и у него нет белого огузка и кроющих перьев подхвостья.

## Распространение и среда обитания

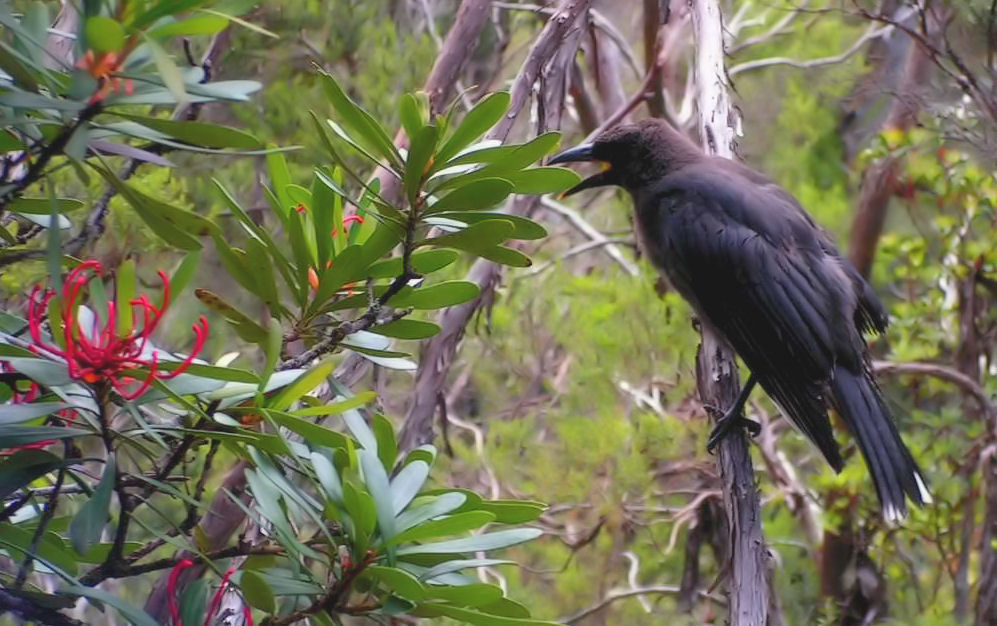
Юная особь

Чёрная ворона-флейтист — эндемик Тасмании, где она является распространённым видом, однако она редко бывает или вовсе отсутствует в районах высотой менее 200 м над уровнем моря. Размножается, главным образом, в Центральном нагорье и довольно редко в каких-либо других местах Тасмании. Сообщения о размножении на северо-востоке довольно редкие. Птица встречается на многих островах Бассового пролива, в том числе на островах Фюрно и Хантер . В прошлом она встречалась на острове Кент, хотя её статус там неизвестен. В рамках своего ареала птица, в основном, ведёт оседлый образ жизни, хотя во время зимы некоторые популяции могут перелетать с гор на низины. Также были замечены стаи, совершая утром долгие 20-километровые перелёты над морем от острова Марайа до материка и возвращаясь поздно вечером, а также перемещаясь между Матсайкерскими островами. Чёрная ворона-флейтист также распространилась в северо-восточной части острова, от Муссельройской бухты до мыса Портленд.
Чёрная ворона-флейтист оценивается МСОП как находящаяся под наименьшей угрозой. Численность одного из её подвидов, Strepera fuliginosa colei, с острова Кинг сократилась более чем наполовину, возможно, из-за вырубки лесов для сельскохозяйственных угодий, поэтому он находится в уязвимом положении. По оценкам численность подвида составляет около 500 птиц. Неясно, будет ли конкуренция с более многочисленным тасманийским вороном, воздействующим на подвид.
Черная ворона-флейтист обычно встречается во влажных, эвкалиптовых лесах, где преобладают такие виды растений, как Eucalyptus delegatensis, эвкалипт косой и эвкалипт Дальримпля, иногда с буковыми подлесками. Птица также часто встречается в прохладных буковых или атротаксисовых лесах. В низинах её среда обитания ограничена густыми лесами и сырыми оврагами, в то время она также встречается в высокогорных скрэбах и вересковой пустоши. В более засушливом открытом лесу рассматриваемый вид сменяется серой вороной-флейтистом, хотя обе птицы могут жить по соседству друг с другом в таких местах, как в Центральное нагорье и Истерн Тирз. Подвиды Strepera fuliginosa parvior и Strepera fuliginosa colei обитают на своих соответствующих островах, но предпочитают более лесистую среду обитания. Чёрная ворона-флейтист была зарегистрирована в садах Хобарта, в юго-восточной части острова, а также в районе горы Веллингтон, зимой на окраине города. Некоторые особи в 1994 году после суровой погоды стали размножаться в Хобарте.

## Поведение
Чёрные вороны-флейтисты встречаются поодиночке или парами, однако могут собираться в группы по 20—80 птиц. Было также замечено, что птицы выкапывают влажную жёлтую глину из водостока и мажут ей свои оперения. Натирая суставные участки крыльев, чаще всего своими клювами, они после этого не моются, используя данную процедуру в качестве аналога грязевых ванн. Чёрная ворона-флейтист совершает волнообразный полёт с характерными хлопками крыльев, и часто в воздухе приподнимает свой хвост для балансировки во время приземления. У молодых особей часто наблюдается игривое поведение. Также было замечено в Мейдене, что чёрные вороны-флейтисты дерутся друг с другом, пытаясь ухватиться за противника, в то время как другие крутились на спинах и жонглировали продуктами питания, такими как груши.
Пухоеды и вши — мелкие членистоногие, многие особи которых встречаются у определённых видов птиц. В районе города Лонсестон на спине чёрной вороны-флейтист был обнаружен и описан вид вшей под названием Australophilopterus curviconus.

### Питание

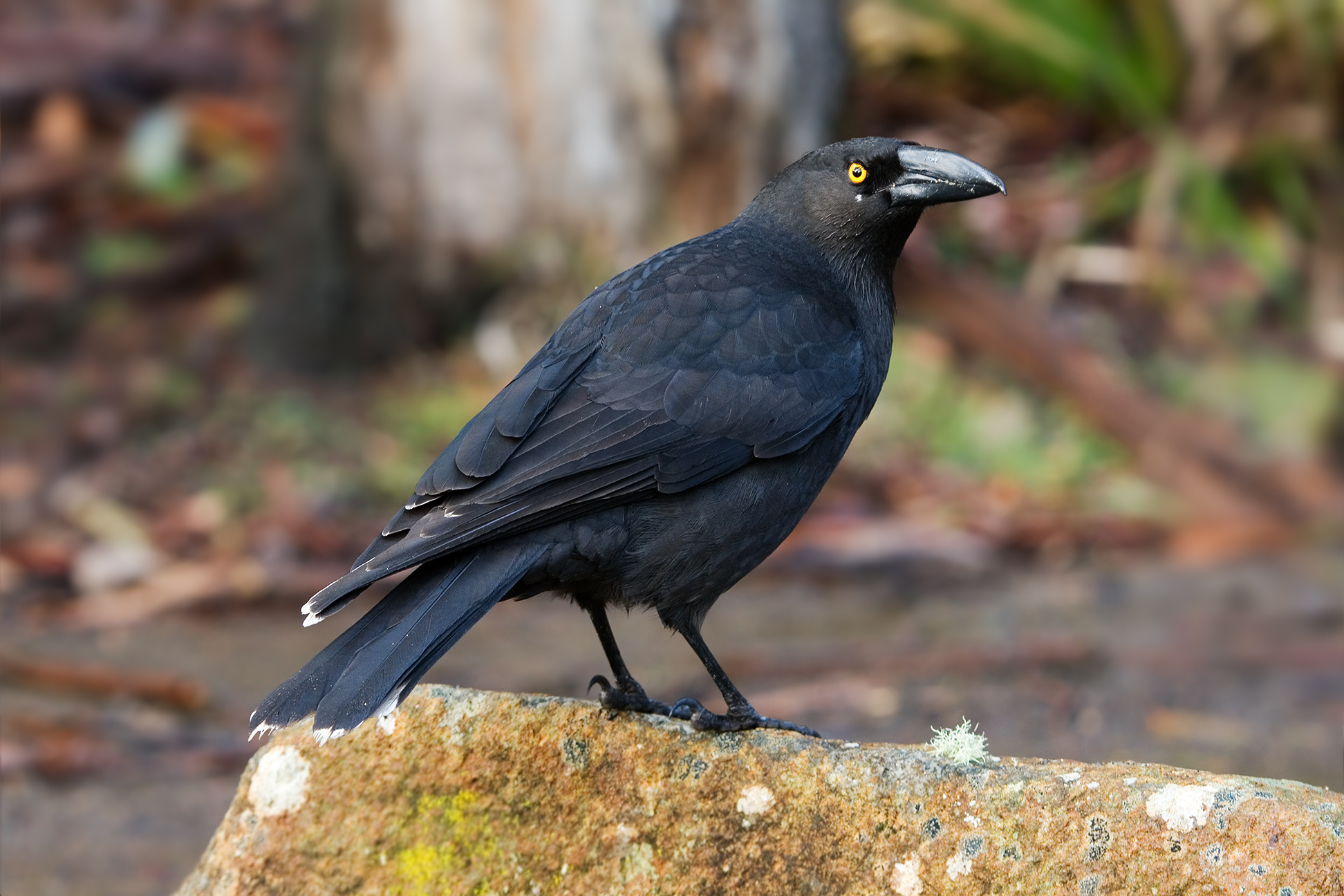
Чёрная ворона-флейтист на полуострове Тасман

Какого-либо систематического исследования питания чёрной вороны-флейтист не проводилось, однако, как известно, она является всеядной птицей, использующей широкий спектр продуктов, включая насекомых и мелких позвоночных, падаль и ягоды. Птицы чаще всего питаются на земле, а также в кронах деревьев. Они используют свои клювы для исследования почвы или вскапывания комков земли и мелких камней в поисках пищи. Было замечено, что птицы используют проложенные тропинки для совместного кормления. Также была зарегистрирована группа из десяти птиц, которая раскалывала лёд на замерзшем озере и питалась вдоль берега личинками мух в выброшенных водорослях. Чаще всего чёрные вороны-флейтисты кормятся парами, однако они могут собираться в большие стаи по 100 птиц, которые, приземлившись в садах, начинают поедать яблоки или гнилые фрукты. Чёрная ворона-флейтист также была замечена в смешанных стаях птиц с тасманийскими воронами, австралийскими чайками, белощёкими цаплями, чекановыми трясогузками и обыкновенными скворцами на пляже в Сандаун Пойнт. Было отмечено, что птица крепит крупную добычу за какие-нибудь предметы для облегчения последующего расчленения. Так, одна взрослая особь при помощи бревна прикрепила за крылья мёртвую курицу, чтобы облегчить раздирание таких частей трупа, как ноги и внутренности и накормить молодняк. Другая особь закрепила за ствол мёртвого кролика, чтобы разорвать его на куски.
Чёрная ворона-флейтист также потребляет плоды таких вересковых растений, как Leptecophylla juniperina, Astroloma humifusum, Gahnia grandis, а также гороха и яблок. В рацион также включены черви семейства Lumbricidae и многие виды насекомых, в том числе муравьи, бабочки, мухи, сверчки, кузнечики и жуки, такие как долгоносики, жуки-скарабеи и листоеды . Птица также научилась питаться интродуцированными германскими осами. Можно было также наблюдать, как одна особь чёрной вороны-флейтист преследовала трёх петроик, одна из которых была поймана и съедена. Другой потенциальной добычей птицы является домовая мышь, мелкие ящерицы, головастики, цыплята, утята, индюшата, зеленоногая камышница, огненногрудая петроика и кролики.
В последнее время птица стала достаточно смелой и уступчивой, почти как пестрохвостая ворона-флейтист в Австралии, особенно в общественных парках и садах, где у людей существует привычка кормить её. Было замечено, что чёрная ворона-флейтист поедает молодой горох из стручков, совершает налёты на сады, нападает на цыплят из курятника и гуляет по сараю в поисках мышей.
Чёрная ворона-флейтист является обычным видом в двух наиболее популярных национальных парках Тасмании: Фрейсине и Крейдл-Маунтин—Лейк-Сент-Клэр, где туристы часто кормят птиц. Специалисты национальных парков терпели подобную практику до 1995 года, когда они обнаружили, что птицы стали мешать и лишать людей радости, получаемой от пикника на дикой природе. Тем не менее, проворные вороны так адаптировались к выхватыванию кусков пищи, оставленной любителями пикников, что птицы могли только, в конечном счете, быть лишены пищи нецелесообразным запретом на кормление в национальных парках. Птицы также выносят с исследовательских лагерей различные предметы, такие как мыло или столовые приборы.

### Размножение
Размножение происходит с августа по декабрь. Как и все вороны-флейтисты, птица строит из веток большое гнездо в виде чаши, обложенной мягким материалом и помещённой на развилке стволов дерева на высоте от 3 до 20 м. Старые гнезда иногда приводятся в порядок и повторно используются в последующие годы. Обычная кладка состоит от двух до четырёх светлых серо-коричневых, пурпурно-жёлтых, пятнистых красно-коричневых или пурпурно-коричневых яиц. Как и у всех воробьиных птиц, птенцы рождаются голыми и слепыми и остаются в гнезде в течение длительного периода времени. Птенцов кормят оба родителя, однако после того, как только потомство становится более независимым или покидает гнездо, их обслуживает лишь самец. Родители приносят еду прямо к птенцам и кладут перед ними таким образом, чтобы те могли учиться сами есть.